# Comuna de Barczewo
Barczewo (polaco: Gmina Barczewo) é uma gminy (comuna) na Polónia, na voivodia de Vármia-Masúria e no condado de Olsztyński. A sede do condado é a cidade de Barczewo.
De acordo com os censos de 2004, a comuna tem 16 315 habitantes, com uma densidade 51 hab/km².

## Área
Estende-se por uma área de 319,85 km², incluindo:
- área agricola: 52%
- área florestal: 31%

## Demografia
Dados de 30 de Junho 2004:
|                      | Total   | Total | Mulheres | Mulheres | Homens  | Homens |
| -------------------- | ------- | ----- | -------- | -------- | ------- | ------ |
|                      | pessoas | %     | pessoas  | %        | pessoas | %      |
| População            | 16 315  | 100   | 8204     | 50,3     | 8111    | 49,7   |
| Densidade (pop./km²) | 51      | 100   | 25,6     | 25,6     | 25,4    | 25,4   |

De acordo com dados de 2002, o rendimento médio per capita ascendia a 1212,7 zł.

## Subdivisões
- Barczewko, Bark, Bartołty Wielkie, Biedowo, Bogdany, Jedzbark, Kaplityny, Kierzliny, Kromerowo, Kronowo, Krupoliny, Lamkowo, Leszno, Łapka, Łęgajny, Maruny, Mokiny, Niedźwiedź, Nikielkowo, Odryty, Radosty, Ramsowo, Ramsówko, Ruszajny, Skajboty, Stare Włóki, Szynowo, Wipsowo, Wójtowo, Wrocikowo, alesie.

## Comunas vizinhas
- Biskupiec, Dywity, Dźwierzuty, Jeziorany, Olsztyn, Purda